# Gary Rees
Gary William Rees (Long Eaton, 2 maggio 1960) è un ex rugbista a 15 e allenatore di rugby britannico, nazionale inglese e a lungo terza linea flanker del Nottingham.

## Biografia
La carriera di Rees è stata sempre legata al Nottingham RFC, club nel quale esordì a 17 anni nel 1977 e nel corso della cui militanza maturò tutte le presenze nella Nazionale inglese, con la quale esordì nel 1984 contro il Sudafrica.
Disputò i Cinque Nazioni del 1986, 1987, 1988 e 1989 e fu selezionato nella rosa ufficiale inglese alla prima e alla seconda Coppa del Mondo (rispettivamente 1987 e 1991).
Dal 1994 lavora nello staff tecnico del Nottingham come assistente allenatore e ha raggiunto e superato i 30 anni di attività con il club.